# Ad Leemans
Ad Leemans (Loon op Zand, 23 januari 1976) is een voormalig voetballer uit Nederland, die speelde als verdediger. Hij maakte zijn debuut in het betaalde voetbal op 15 februari 1997 in de competitiewedstrijd RKC Waalwijk-FC Groningen (1-1) onder leiding van trainer-coach Bert Jacobs.
Tegenwoordig is hij jeugdtrainer bij DESK in Kaatsheuvel en facilitair medewerker bij een verzorgingstehuis.